# Alejandro Soriano Vallès
Alejandro Soriano Vallès (Ciudad de México, 13 de septiembre de 1960) es un escritor, editor, crítico literario, catedrático, biógrafo y poeta mexicano.
Es graduado por la Universidad Nacional Autónoma de México en el área de letras. En 1995 recibió el "Premio Nacional de Ensayo Sor Juana Inés de la Cruz", convocado por la Universidad Autónoma del Estado de México y el Instituto Mexiquense de Cultura, con el trabajo La invertida escala de Jacob: filosofía y teología en El sueño de Sor Juana Inés de la Cruz. Es significativa su aportación acerca de diversos aspectos de la vida y el pensamiento de Sor Juana Inés de la Cruz. Su obra incluye, además, artículos, ensayos y poemas aparecidos en diarios y revistas especializadas.

## Obras selectas

### Sobre Sor Juana Inés de la Cruz
- La invertida escala de Jacob: filosofía y teología en El sueño de sor Juana Inés de la Cruz (Toluca, Instituto Mexiquense de Cultura, 1996). ISBN 9789684842663.

- Aquella Fénix más rara. Vida de Sor Juana Inés de la Cruz (México, Nueva Imagen, 2000). ISBN 9789702400462.

- El Primero sueño de Sor Juana Inés de la Cruz. Bases tomistas (México, UNAM, 2000). ISBN 9789683680815.

- La hora más bella de Sor Juana (México, CONACULTA/ Instituto Queretano de la Cultura y las Artes, 2008). ISBN 9789703515080.

- "Estudio introductorio" a Protesta de la fe de Sor Juana Inés de la Cruz (México, Centro de Estudios de Historia de México Carso/ Planeta, 2010). ISBN 9786070705007.

- Sor Juana Inés de la Cruz. Doncella del Verbo (Hermosillo, Editorial Garabatos, 2010). ISBN 9786077670117.

- "Sor Filotea contesta a Sor Juana (enlace roto disponible en Internet Archive; véase el historial, la primera versión y la última).". Iberoromania 68, núm. 1 (julio de 2011).

- Aquella Fénix más rara. Vida de Sor Juana Inés de la Cruz. Nueva edición, corregida y aumentada. Con cuatro apéndices (México, Minos III Milenio, 2012). ISBN 9786074321074.

- "Los libros de Sor Juana" en Vida conventual femenina (siglos XVI-XIX). Manuel Ramos Medina, compilador (México, Centro de Estudios de Historia de México Carso, 2013, pp. 155-166). ISBN en trámite.

- "Para leer la Lírica Personal de Sor Juana Inés de la Cruz" en Sor Juana Polímata. Pamela Long, editora (México, Editorial Grupo Destiempos, 2013, pp. 108-131). ISBN 9786079130275.

- "Sor Juana Ltd.". Ritmo 21 (noviembre de 2013).

- "Sor Juana y la Virreina". Senderos de verdad (2). Aportaciones a las ciencias, las artes y la fe en México (México, Sociedad Mexicana de Ciencias, Artes y Fe. 2015, pp. 114-161). ISBN 9786079615918.

- "Sor Filotea y Sor Juana. Cartas del obispo de Puebla a Sor Juana Inés de la Cruz" (Toluca, Fondo Editorial Estado de México, 2015). ISBN 9786074953831.

- "Sor Juana Inés de la Cruz y el arte de bien morir". Destiempos 60 (junio-julio de 2018). ISSN 2007-7483.
- "Sor Juana y la herejía: sobre la fundamentación teológica de Primero sueño". Historias 98 (septiembre-diciembre de 2017).
- "Edición, introducción, apéndice y notas" a Primero sueño Archivado el 29 de julio de 2020 en Wayback Machine. de Sor Juana Inés de la Cruz (Toluca, Secretaría de Cultura del Estado de México, 2019). ISBN 9786074902426.
- "Sor Filotea y Sor Juana. Cartas del obispo de Puebla a Sor Juana Inés de la Cruz Archivado el 29 de julio de 2020 en Wayback Machine.". Nueva edición (Toluca, Fondo Editorial Estado de México, 2019). ISBN 9786074902747.
- Sor Juana Inés de la Cruz. Doncella del Verbo. Nueva edición (Toluca, Jus/ Fondo Editorial Estado de México, 2020) ISBN 9786074903010.
- Al amor de Sor Juana (México, Bonilla Artigas Editores, 2023). ISBN 9786078838653.

### Obra poética
- Midas de fuego (México, Cuadrivio Ediciones, 2013). ISBN 9786079330033.